# Track-At-Once
Track-At-Once (TAO) bezeichnet ein CD-Aufzeichnungsverfahren, bei dem alle Tracks einzeln auf eine CD-R geschrieben werden. TAO erlaubt deshalb das Beschreiben einer CD-R in mehreren Durchgängen. Da die Fehlerkorrektur der Sektoren auf der CD sich über die Nachbarsektoren erstreckt, entsteht bei TAO zwischen den einzelnen Tracks eine unlesbare Zone, die benötigt wird, um die Fehlerkorrektur neu aufzusetzen.
Damit der Brenner nach der Pause wieder den „Anschluss“ an die Fehlerkorrektur findet, schreibt er nach jedem gespeicherten Track Run-Out-Blöcke und bei jedem angefangenen Track Run-In-Blöcke, was sich bei Audio-CDs durch störendes Knacksen bemerkbar macht. 
Im Vergleich zu dem Disc-At-Once-Verfahren (DAO) ermöglicht TAO dem Benutzer, die CD-R nur teilweise zu füllen und erst später den Rest aufzuspielen. Der Nachteil davon ist, dass die zwischen den Tracks entstehende Pause mindestens etwa 93 ms (sieben Blöcke) lang ist, was bei Audio-CDs störend ist; bei vielen (älteren) Brennern ist sie sogar zwei Sekunden lang. Bei TAO darf die Mindest-Blockzahl von 300 nicht unterschritten werden, und es können maximal 99 Tracks pro Disk geschrieben werden – was beides jedoch auch für Session- bzw. Disc-At-Once gilt, wenn die resultierende CD standardkonform sein soll.